# Шаровечка
Шарове́чка — село в Україні, у Хмельницькій міській громаді Хмельницького району Хмельницької області.

## Історія
Перша згадка датується 1621 роком, коли село входило до складу Плоскирівського повіту «starostwa». Назва походить від слова «шарварок» — обов'язкової повинності на виконання робіт із ремонту та утримання доріг.
Протягом 1672—1699 років Поділля перебувало під окупацією турків. Плоскирівське староство виявилося повністю спустошеним, у зв'язку з чим пани Замойські переселяють сюди селян із польської Мазовії, мазурського Поозер'я. У XVIII столітті село отримало назву Шаровечка, а серед мешканців стали домінувати поляки, так звані «мазури», нащадки яких склали основу теперішнього католицького населення села.
В часи панування на Поділлі Російської імперії цариця Катерина II подарувала село Шаровечка фельдмаршалу Гудовічеві І. В.
У XIX столітті село перейшло до російських князів Лизогубів і належало до Плоскирівського повіту Плоскирівської губернії.
У січні 1921 року було створено Шаровечківську сільську раду.
У 1930 році розпочинається примусова колективізація. Люди відмовляються створювати колективне господарство. Починається тиск: розкуркулення, висилки на Полтавщину, Казахстан, репресії. Всього було репресовано 143 осіб, із них вислано в Полтавську область більше 20 сімей.
У 1932—1933 роках тривав штучний голодомор, тому люди змушені були вступали у колгоспи та працювати за миску баланди. В період голодомору померли 110 жителів. 15 травня 1932 року проведено телефон до сільської ради. 1 серпня 1932 року проведена магістраль місцевого повідомлення до села Шаровечка. Поставлено радіоустановку. У 1935 році побудований клуб, в цьому ж приміщені відкривається сільська бібліотека. У 1935 році відкрито медпункт в хаті репресованої сім'ї Ковальчуків, а в 1962 році його перенесено у новозбудоване приміщення.  
Важким тягарем на плечі народу лягли події війни 1941—1945 років. Не повернулось додому 78 шаровеччан і 20 померло у мирний час.

### Історія школи
Школа у с. Шаровечка існувала ще у XIX столітті, була сама більша в селі але була тільки початкова. У 1925 році у колишньому панському маєтку відкривають семирічну школу, але кімнат для всіх класів не вистачало, тому класи відкривали у приватних будинках, власників яких висилали у Казахстан та на Полтавщину.
1938 року у Шаровечці відкривається нова школа, директором якої був Й. Гольденберг. Всіх учнів перевели зі стін старої школи у нову і навчання проводилось тільки українською мовою. Директорами навчального закладу до 1960-х років були Абара, Кошельнік, Саврацький.
Очевидці розповідають, що навчання в школі розпочиналось о дев'ятій годині, але учні приходили раніше, тому що о пів на дев'яту в закладі проводилась обов'язкова зарядка. Майданчик був розташований там, де зараз «Лісок», за школою. В школі жив директор зі своєю сім'єю. Часто в закладі солдати давали концерт. 1950 року була побудована шкільна майстерня по обробці дерева та металу, яка проіснувала до 1970-х років.
11 травня 1954 року рішенням правління колгоспу було відкрито дитячі ясла (Приймали дітей віком від 6 місяців до 6 років) і затвердили завідувачкою Уроду Ганну Петрівну.
У 2008 році у школі розпочато реконструкцію, яка тривала більше двох років.
Навчання під час реконструкції проводилось у дві зміни у приміщені початкової школи, де тепер розміщується дошкільний заклад.
22 жовтня 2010 року відбулось відкриття оновленої школи.
Вагомий внесок зробив голова села Загарук Є. В., який на своїх плечах виніс весь тягар організаційних робіт відновлення Шаровечківської школи.

### Церковне життя
У 1920 році у Шаровечці було споруджено на кладовищі цегляну каплицю, яку 1935 року розібрали за вказівкою радянської, влади, а з цієї цегли збудували колгоспний склад. У 1970-х роках на місці колишньої каплиці спорудили барак, у якому відбувались богослужіння. У 1999—2004 роках за кошти жителя села О. Чарнецького було споруджено мурований костел, а 7 жовтня 2004 року засновано місцеву парафію. Парафію обслуговують дієцезіальні священики. У селі Шаровечка Хмельницького району освятили новозбудований Костел Матері Божої Святого Розарію. Визначна подія зібрала більше тисячі католиків, як місцевих жителів, так і гостей з інших міст України, а також з Польщі. На духовне свято парафіяни чекали довгих 15 років. Саме стільки часу зводили тут храм. Історія храму розпочалася у 1920-х роках. Тоді на цвинтарі у Шаровечці побудували цегляну каплицю, яка прослужила вірянам 15 років. Проте радянська влада розібрала каплицю і з цієї цегли збудували колгоспний склад. Ініціатива збудувати власний храм у Шаровечці виникла під кінець 1990-х років. Тоді з таким проханням до єпископа Яна Ольшанського звернувся фундатор храму Олег Чарнецький.
Парафією у Шаровечці, покровителькою якої стала Матір Божа Святого Розарію, 12 років тому керував єпископ Леон Дубравський. Священик провів і обряд освячення храму. 
Село Шаровечка наполовину складається з жителів польського етнічного походження, а отримало храм завдяки одному з них — О. Чарнецькому.

## Населення
Населення становить 2359 осіб.

### Мова
Розподіл населення за рідною мовою за даними перепису 2001 року:
| Мова       | Кількість | Відсоток |
| ---------- | --------- | -------- |
| українська | 2079      | 88.13%   |
| польська   | 212       | 8.99%    |
| російська  | 66        | 2.80%    |
| білоруська | 1         | 0.04%    |
| румунська  | 1         | 0.04%    |
| Усього     | 2359      | 100%     |

## Постаті
- Якубовський Назар Олександрович (1996—2014) — солдат Збройних сил України, учасник російсько-української війни.

## Галерея

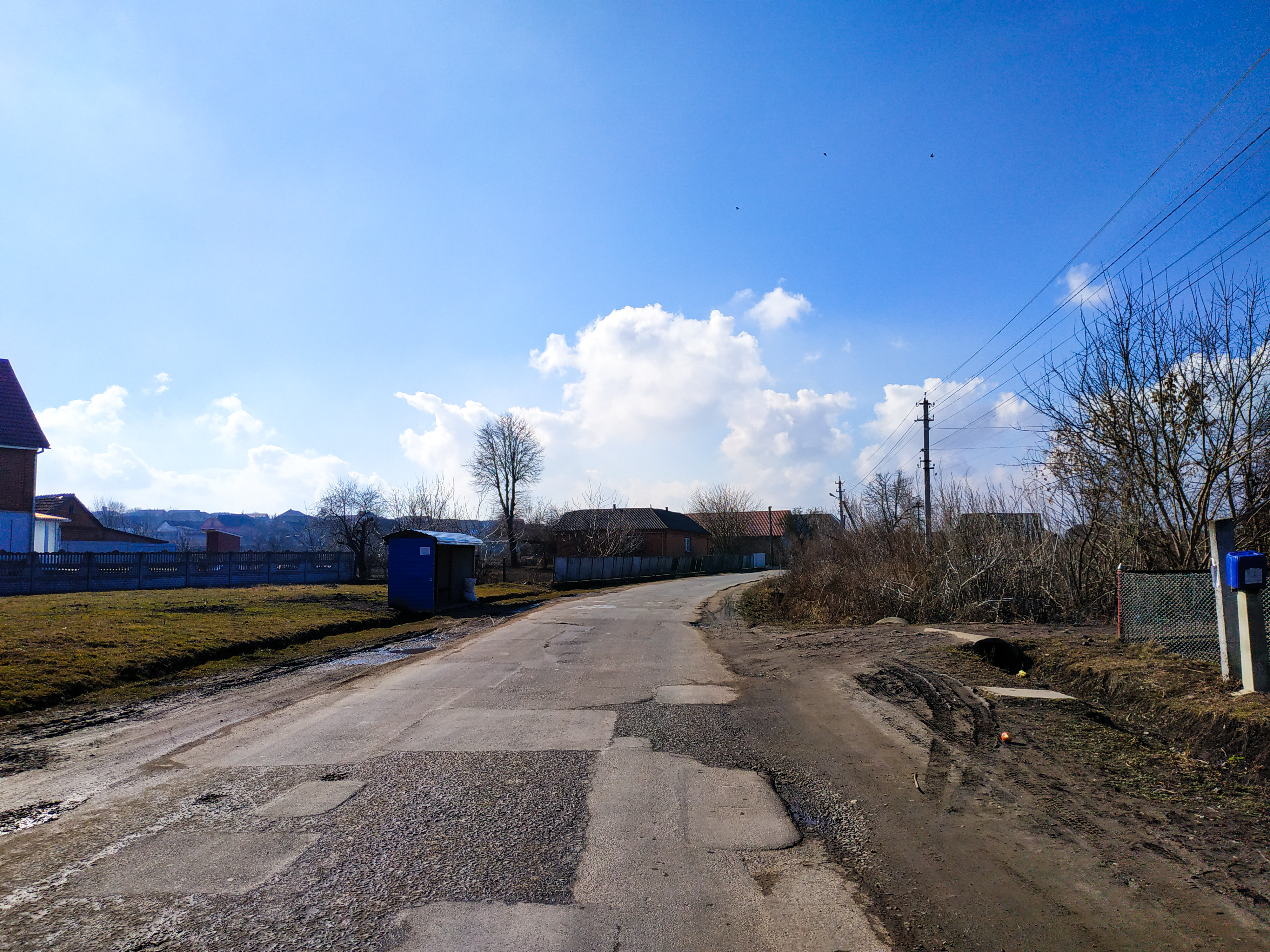
Вулиця Центральна
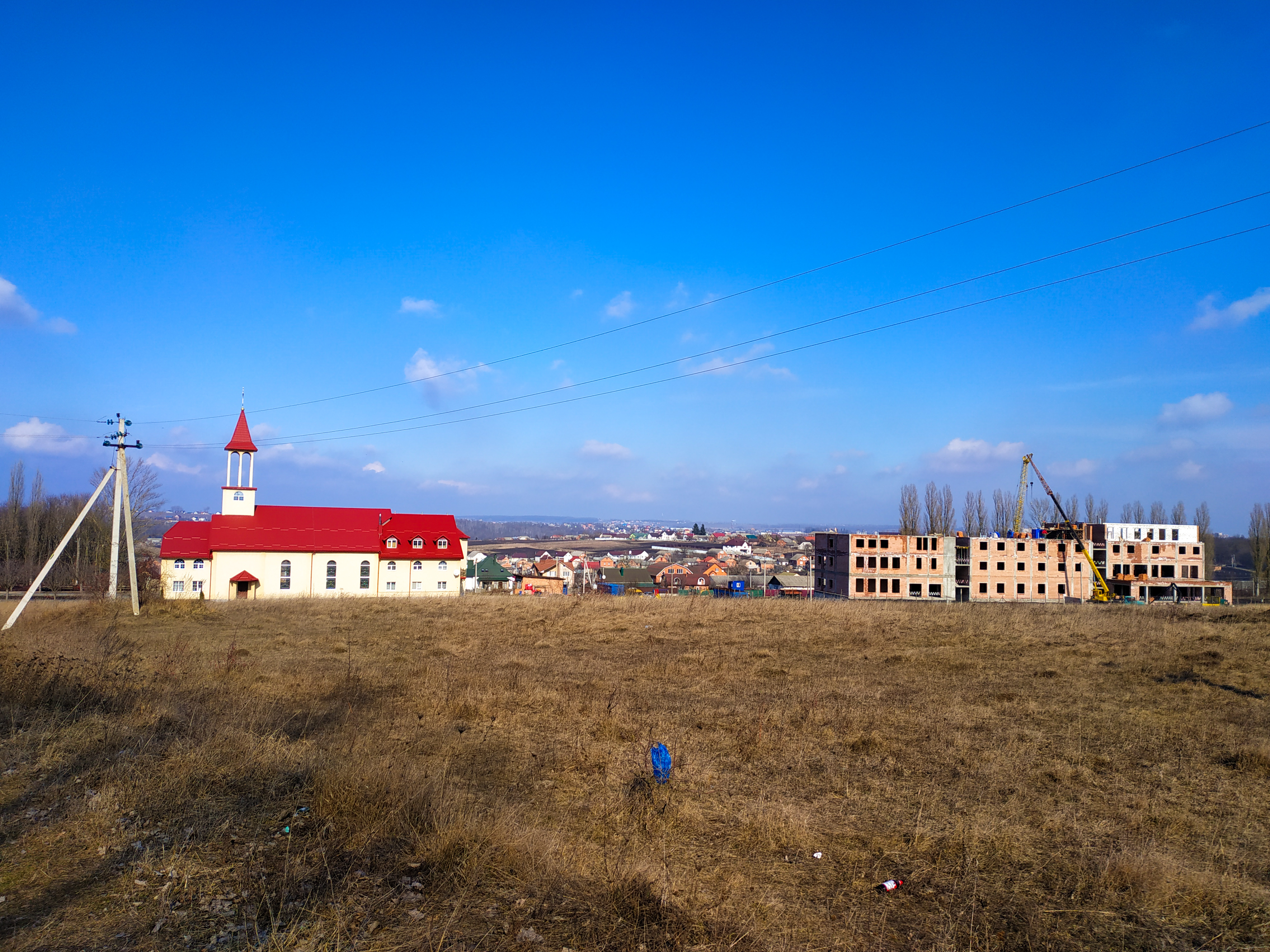
Вулиця Святого Яна Павла II, Костел Матері Божої Святого Розарію
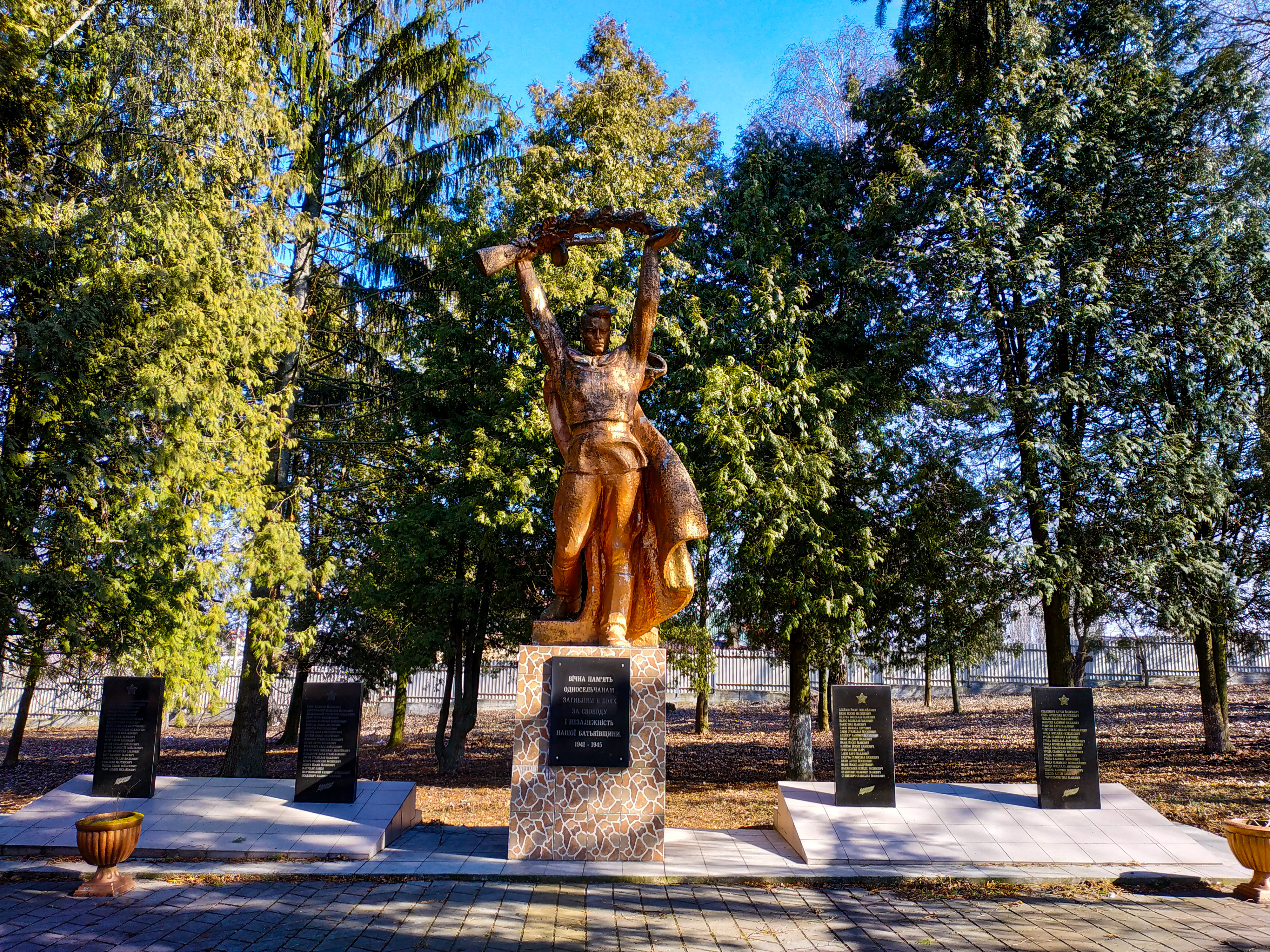
Пам'ятний знак на честь воїнів-односельців
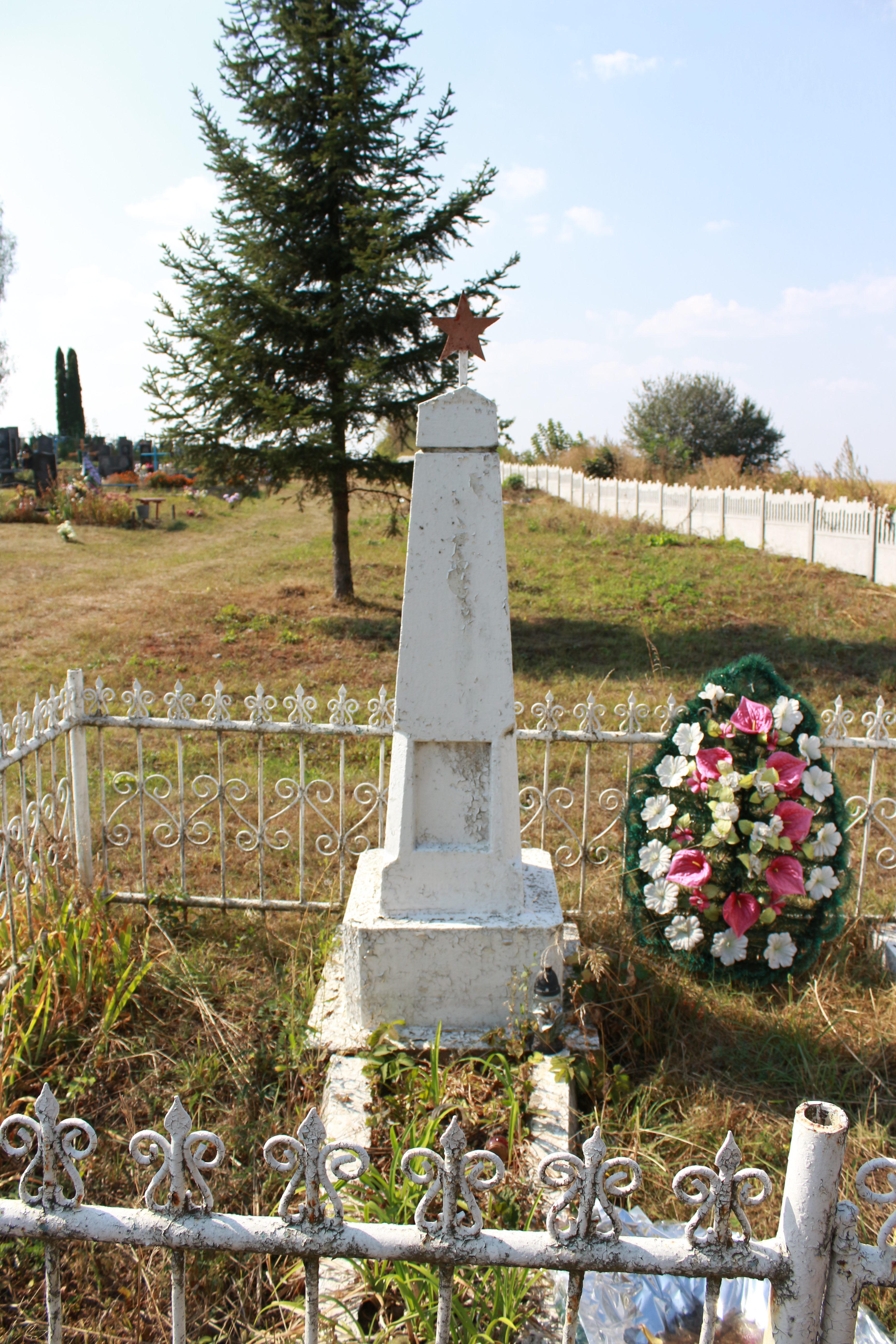
Могила А. В. Сапунова
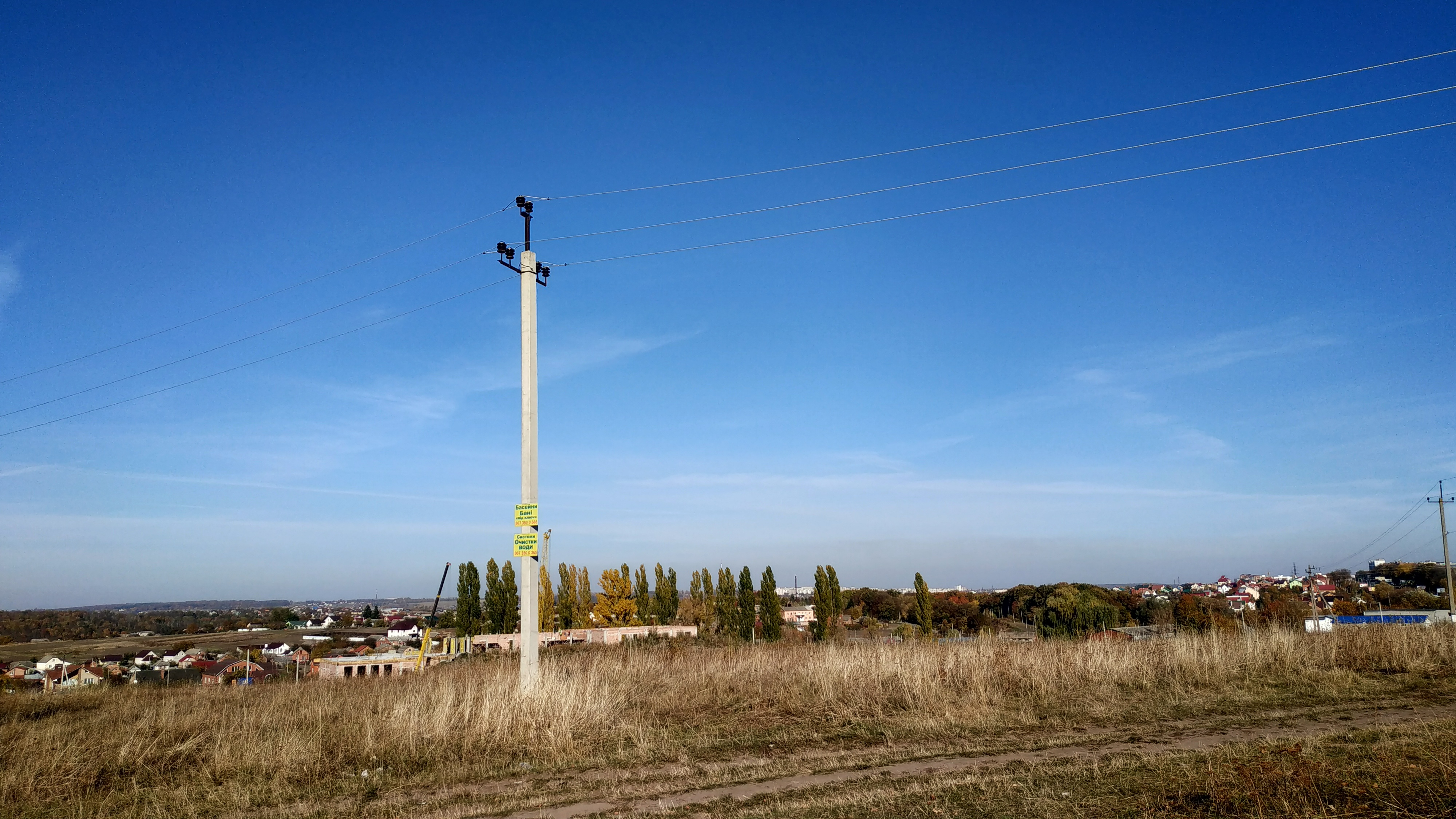
Сільський краєвид
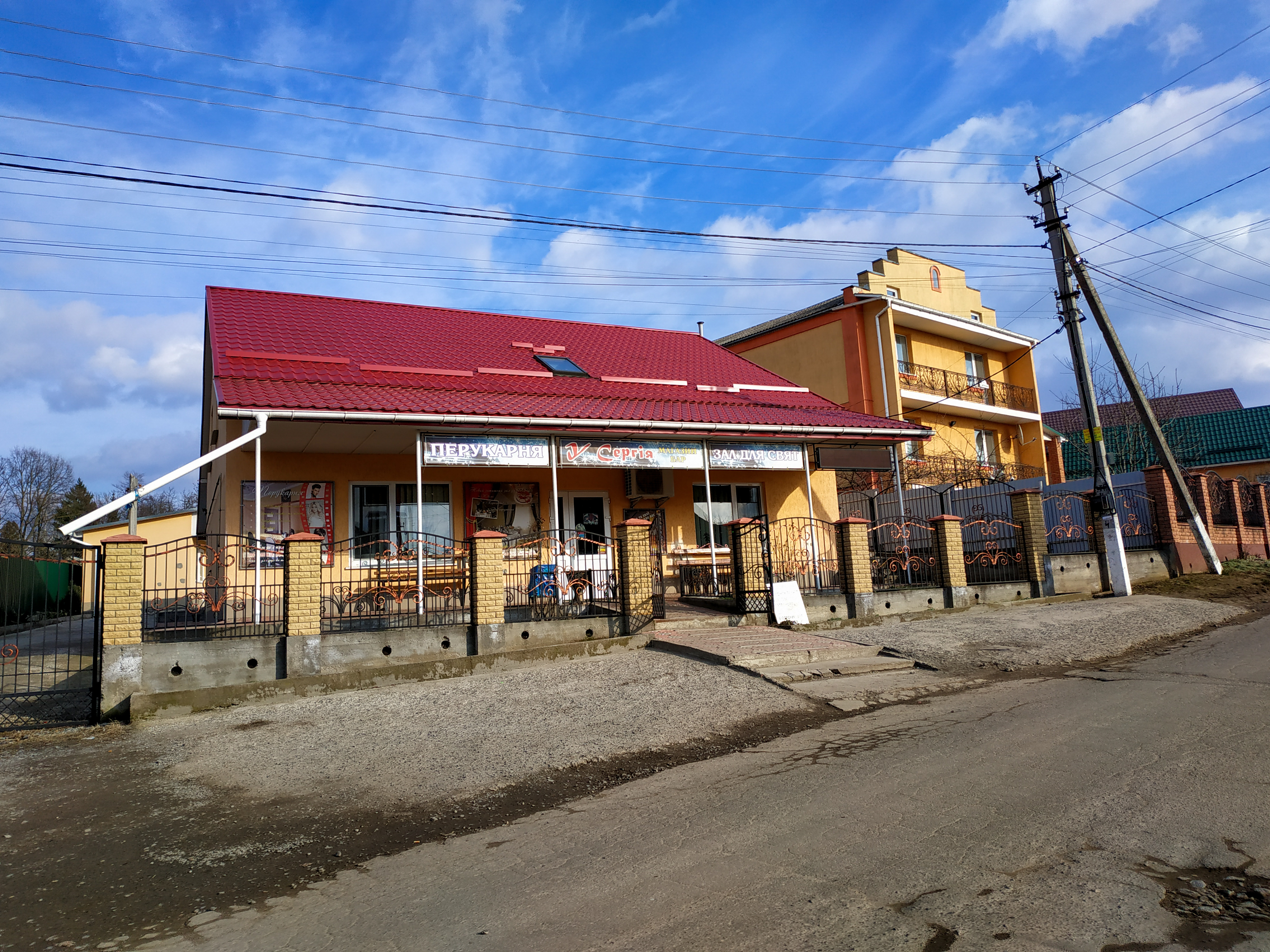
Магазин в селі
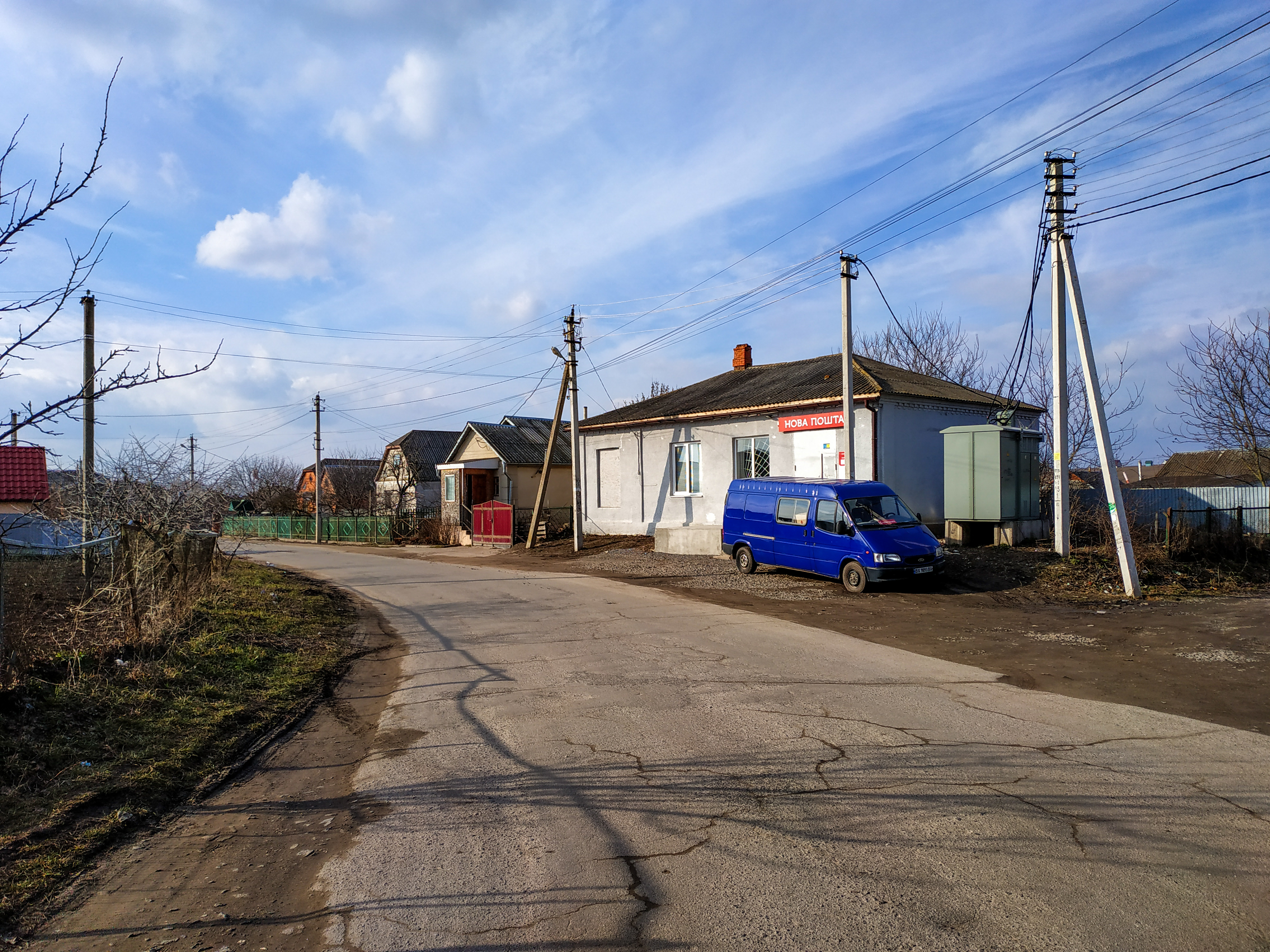
Вулиця Центральна, відділення Нової Пошти